# Zanini Racing
La Zanini Racing fou una competició de ral·li creada per Antoni Zanini per a promocionar joves pilots catalans. Disputada a Catalunya entre 1980 i 1982, es destinava a cotxes de sèrie i estava dividida en tres classes segons la cilindrada (fins a 800 cc, de 800 cc a 1.100 cc i de 1.100 cc a 1.300 cc). Constava de ral·lis curts, de fins a 5 km de distància.

## Palmarès
| Edició | Any  | Guanyador        |
| ------ | ---- | ---------------- |
| I      | 1980 | Xavier Juvanteny |
| II     | 1981 | Pere Solans      |
| III    | 1982 | Jaume Giralt     |